# フォース・インディア VJM10
フォース・インディア VJM10 (Force India VJM10) は、フォース・インディアが2017年のF1世界選手権参戦用に開発したフォーミュラ1カーである。

## 概要
2017年2月22日に正式発表。

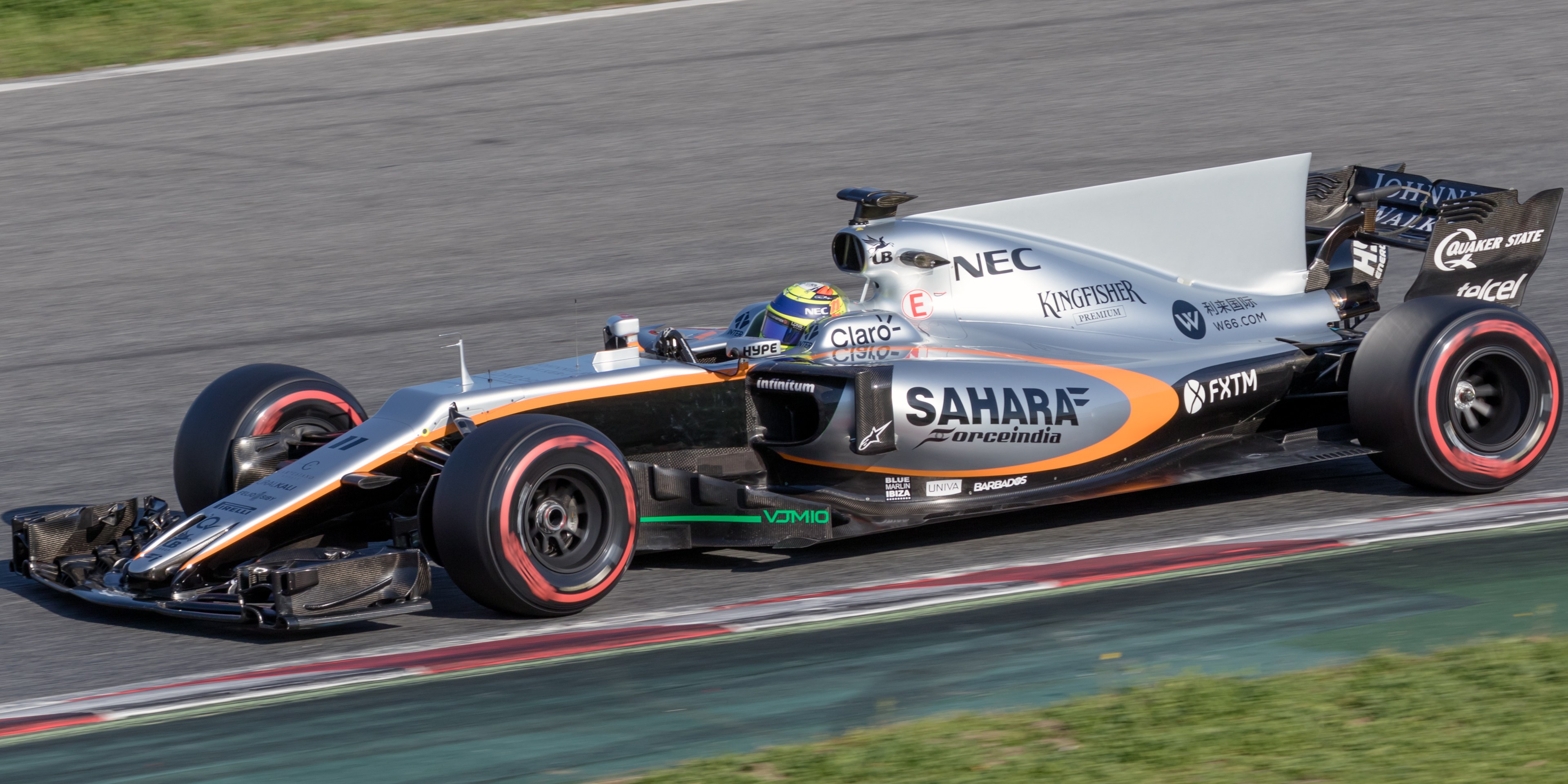
プレシーズンテストでのVJM10。この時点ではまだ銀色がベースとなっている。

最大の特徴はノーズ形状で、2012年に見られたF1マシンのような段差があり、先端の突起がかなり長くなっている。テクニカルディレクターのアンドリュー・グリーンは、前者について「我々はフロントサスペンションのレギュレーションで許された最大限のモノを活用しようとした。機械的な観点から、その特性を改善したのだ。レギュレーションで定められているため、我々は望んだようにノーズを結合させることができなかった。順守しなければならない”ボックス”があるので、残念ながら”額”と呼ばれてしまっている段差が残った」と述べ、後者については前年のVJM09の特徴となっていた「穴あきノーズ」のコンセプト（ノーズの先端から気流を取り入れる）と同じで、先端が繋がらなくなっただけと述べている。
3月14日、オーストリアの飲料水会社、BWTのスポンサード開始に伴い、カラーリングが銀色からピンクに変更された。

## 2017年シーズン
ドライバーはセルジオ・ペレスが残留。チームメイトにエステバン・オコンを迎えた。
表彰台には届かなかったが、大半のレースでダブル入賞、チームとしてはモナコを除く全てのレースで入賞した。しかし、両者の速さが拮抗しているため度々同士討ちが発生しており、アゼルバイジャンGPとベルギーGPでオコンとの接触が原因でペレスがリタイア（ベルギーGPは17位完走扱い）。これが原因でチームが「今後はチームオーダーでコントロールする」と発言する事態にまでなってしまった。これ以降は全てダブル入賞を続けていき、メキシコGPで2年連続のコンストラクターズランキング4位を確定させた。オコンは前年のF1デビューから完走を27戦続けていたが、ブラジルGPのスタート直後にロマン・グロージャンと接触してF1キャリア初のリタイアを喫した。それでも両ドライバー合わせてのリタイアはいずれも事故に巻き込まれた影響でリタイアとなったこの2回のみで、1年を通じてマシントラブルによるリタイアは一度もなく、同じメルセデス製PUを積むウィリアムズに差をつけてシーズンを終えた。

## スペック
- 型式：VJM10
- モノコック：カーボンファイバー・コンポジット、ザイロンによる進入防止サイドパネル
- フロントサスペンション：アルミニウム製アップライト、プッシュロッド式トーションスプリング独立型縣架サスペンション、ダンパー&アンチロールバー
- リアサスペンション：アルミニウム製アップライト、プルロッド式トーションスプリング独立型縣架サスペンション、ダンパー&アンチロールバー
- ホイール：BBS フォース・インディア専用ホイール
- エンジン：メルセデスAMG・ハイ・パフォーマンス・パワートレインズ 1.6リッター V6ターボ
- ERS：メルセデスAMG・ハイ・パフォーマンス・パワートレインズ
- トランスミッション：メルセデスAMG F1 8速セミオートマチック・シームレスシフト
- 燃料及び潤滑油：ペトロナス
- タイヤ：ピレリ
- ブレーキシステム：APレーシング 920E
- ブレーキマテリアル：カーボン・インダストリー

## 記録
| 年   | No. | ドライバー | 1   | 2   | 3   | 4   | 5   | 6   | 7   | 8   | 9   | 10  | 11  | 12  | 13  | 14  | 15  | 16  | 17  | 18  | 19  | 20  | ポイント | ランキング |
| 年   | No. | ドライバー | AUS | CHN | BHR | RUS | ESP | MON | CAN | AZE | AUT | GBR | HUN | BEL | ITA | SIN | MAL | JPN | USA | MEX | BRA | ABU | ポイント | ランキング |
| ---- | --- | ---------- | --- | --- | --- | --- | --- | --- | --- | --- | --- | --- | --- | --- | --- | --- | --- | --- | --- | --- | --- | --- | -------- | ---------- |
| 2017 | 11  | ペレス     | 7   | 9   | 7   | 6   | 4   | 13  | 5   | Ret | 7   | 9   | 8   | 17† | 9   | 5   | 6   | 7   | 8   | 7   | 9   | 7   | 185      | 4位        |
| 2017 | 31  | オコン     | 10  | 10  | 10  | 7   | 5   | 12  | 6   | 6   | 8   | 8   | 9   | 9   | 6   | 10  | 10  | 6   | 6   | 5   | Ret | 8   | 185      | 4位        |

- 太字はポールポジション、斜字はファステストラップ（key）
- † 印はリタイアだが、90%以上の距離を走行したため規定により完走扱い。